# Jonas Ickerott
Jonas Ickerott (* 29. Juni 1989 in Lüdinghausen) ist ein deutscher Volleyballspieler.

## Karriere
Ickerott begann mit dem Volleyballsport beim SC Union 08 Lüdinghausen. Hier durchlief er alle Jugendmannschaften des Spielbetriebs im Deutschen Volleyball-Verband. 2006 wechselte er auf das Volleyball-Internat Frankfurt. Nach Abschluss des Abiturs in Frankfurt am Main, spielte er ab 2008 in der 2. Bundesliga Süd für den SV Schwaig (Nürnberg). Nach drei Jahren in Nürnberg folgte 2011 der Wechsel nach Coburg. In der zweiten Saison erreichte Ickerott mit der VSG Coburg/Grub die Meisterschaft in der 2. Bundesliga Süd und den damit verbundenen Aufstieg in Deutschlands höchste Spielklasse. In der Saison 2013/14 spielte er mit der VSG Coburg/Grub in der 1. Bundesliga. Nach dem Wechsel zurück nach Nürnberg zur Saison 2014/15, beendete Ickerott nach neun Jahren seine Volleyball-Laufbahn um sich nach Abschluss des Studiums auf berufliche Ziele konzentrieren zu können.